# Cirilo Marmolejo
Cirilo Marmolejo Cedillo nació en 1890 en la hacienda Las Trojes ubicado en el municipio de Teocaltiche, Jalisco México. Fue un intérprete de guitarrón y vihuela mexicana y pionero en el desarrollo del mariachi. 
Por el año 1918, fue invitado a tocar en la ciudad de Guadalajara, y posteriormente en la Ciudad de México. A partir de ese tiempo, comenzó la popularización en todo el país. El Mariachi Coculense de Marmolejo fue el primer mariachi en tener una gira y grabar en Estados Unidos y en agregar una trompeta al ensamble.
Cirilo murió en 1960 en Ciudad de México.